# 日本の第一次世界大戦への参戦
日本の第一次世界大戦への参戦（にほんのだいいちじせかいたいせんへのさんせん）では、日本（当時の国号は大日本帝国）が1914年8月23日、連合国の一員として第一次世界大戦に参戦した経緯、および参戦後の経過について説明する。
日本はドイツ帝国が欧州戦争で気を散らしている隙をついて、中国と太平洋における勢力圏を拡大した。戦闘は最小限にとどまった。日本はすでにイギリスと日英同盟を結んでいたが、参戦する義務はなかった。連合国に加わったのは領土獲得のためであり、太平洋と中国沿岸に散在していたドイツの小規模な領土を獲得した。
他の連合国は、1915年の対華21カ条要求を通じて日本が中国を支配しようとする試みに強く抵抗した。ボリシェヴィキに対する日本のシベリア占領は実を結ばなかった。日本の戦時外交と限定的な軍事行動はほとんど成果を生まなかった。1919年のパリ講和会議で、日本の野望は大きく挫折した。

## 背景
19世紀後半、日本は孤立した社会から近代的で産業的、帝国主義的、軍事的に積極的な国家へと劇的に変貌した。日本は沖縄などを支配下に収め、日清戦争（1894年 - 1895年）で清を破り、さらに日露戦争（1904年 - 1905年）でロシアを破って世界を驚かせた。日本は攻撃的な要求をし、朝鮮を完全支配（1910年）、満洲への進出を進め、中国経済における特権を要求した。1914年の第一次世界大戦勃発までに、日本は列強と見なされていた。

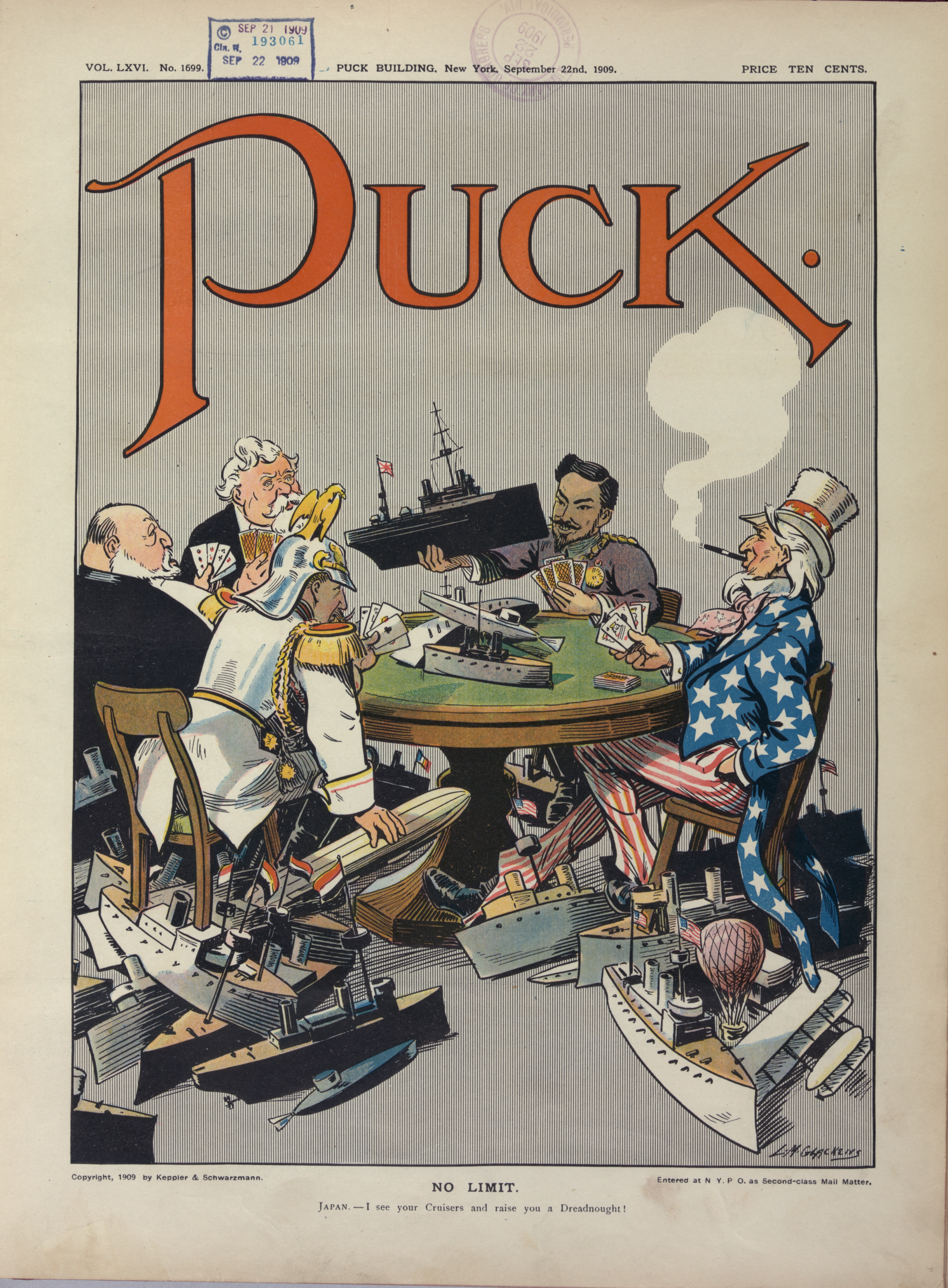
1909年のアメリカの雑誌『Puck』の風刺漫画では、（右端の図から時計回りに）アメリカ、ドイツ、イギリス、フランス、日本が「無制限」のゲームで海軍競争を行っている様子が描かれている

日本とイギリスは1900年以前は軍事同盟を避けていたが、1902年に日英同盟が調印されたことで状況は一変した。この外交上の画期的な出来事により、イギリスの栄光ある孤立は終焉を迎え、太平洋における海軍の増強の必要性も低減した。同盟は1905年と1911年の2度にわたって更新され、範囲が拡大された。当初の目的はロシアの拡大に対抗することであった。この同盟は日本の第一次世界大戦への参戦を容易にしたが、日本が参戦することを義務づけたわけではなかった。
1914年8月、前アメリカ大統領のウィリアム・ハワード・タフトは、日本とアメリカが中立を維持すれば、ヨーロッパでの新たな戦争を調停し、終わらせることができるかもしれないと書いた。イギリスはドイツに宣戦布告する前に日本に相談していなかったが、開戦後すぐにドイツ船舶の位置特定に協力を日本に要請し、それが非中立行為であることを認めた。日本は、世界情勢における自国の威信のために、戦争に加わる必要があると判断した。ヨーロッパの連合国は正式に日本に完全な同盟国の地位を与え、イギリス、フランス、ロシア、イタリアは、将来の講和会議で、中国におけるドイツの領土を奪取するという日本の主張を支持することを保証した。しかし、イギリスは日本の侵略にますます苛立ち、日本に対し、南太平洋のドイツ領島（オーストラリアとニュージーランドが望んでいた）を占領したり、東太平洋に関与したり、オランダ領東インドを奪取したりしないよう、ひそかに警告した。日本が忠告を無視すると、イギリスはそれを公表した。日本はそれを侮辱と受け止めた。日本は制限なく戦争に参加したが、実際には中国のドイツ領土、赤道以北のドイツ領を奪い、1915年の対華21カ条要求で中国の自治に深刻な脅威を与えた。日本からの圧力を受け、他の連合国から幅広い支持を得た中国は、1917年に参戦を決定した。
イギリスは日本にまったく満足しておらず、アメリカとオーストラリアからさらに強い苦情を受けた。パリ講和会議は、いくつかの旧ドイツ領土に対する日本の委任統治を承認した。しかし、日本はさらに踏み込み、提案された国際連盟の規約に、人種平等への取り組みを宣言する条項を挿入するよう要求した。イギリスとその自治領はアメリカと同様に反対票を投じた。提案は可決されず、屈辱感は何年も残った。最後に、日本のシベリア出兵（1918年 - 1922年）は、イギリス、フランス、アメリカの介入と並行していたものの、あまりにも過度な領土奪取のように思われた。1907年までに日本はロシアとデタント状態に達したが（日露協約）、1917年のロシア帝国政府の崩壊により、シベリアは大きな空白状態となった。日本はイギリスとの基本条約の更新を望んだが、イギリスとその自治領、アメリカ、中国からの反対が強まった。外交的解決法は、更新交渉を終了し、1921年 - 1922年のワシントン海軍軍縮会議の海軍制限協定をすべての主要国に承認させることだった。イギリスとの同盟は1923年に失効し、日本は同盟国を失った。

## 対ドイツ作戦
ヨーロッパでの第一次世界大戦の勃発により、日独関係の悪化は明確となった。1914年8月7日、イギリスがドイツ帝国に宣戦布告してからわずか3日後、日本政府はイギリス政府から、中国海域およびその周辺でドイツ軍の襲撃者を撃破するための支援を正式に要請された。東南アジア、特に中国沿岸におけるヨーロッパの植民地勢力の存在を減らそうとしていた日本は、1914年8月14日にドイツに最後通牒を送ったが、返答はなかった。その後、日本は1914年8月23日に正式にドイツに宣戦布告し、イギリス、フランス、ロシアの同盟国として第一次世界大戦に参戦した。日本はすぐに、ドイツが保持していた太平洋のカロリン諸島、マーシャル諸島、マリアナ諸島を占領した。
日本とドイツの間で行われた唯一の大きな戦闘は、中国・膠州湾にあるドイツ支配下の青島包囲戦であった。ドイツ軍は、日本とイギリスの全面封鎖、継続的な砲撃、6対1の兵力比の下で、1914年8月から11月まで持ちこたえた。この事実は、包囲中だけでなくその後の敗北時にも士気を高めた。日本軍の勝利後にドイツ軍の死者は青島に埋葬される一方、残った兵士たちは日本に移送され、板東俘虜収容所などの場所で敬意を持って扱われた（日独戦ドイツ兵捕虜）。 1919年、ドイツ帝国が正式にヴェルサイユ条約に署名すると、すべての捕虜が解放され、ヨーロッパに送還された。
日本は、ドイツに厳しい報復を規定したヴェルサイユ条約の署名国であった。太平洋では、日本は赤道以北のドイツの島々（マーシャル諸島、カロリン諸島、マリアナ諸島、パラオ諸島）と中国の青島市を獲得した。また、条約第156条は、中華民国に主権を返還するのではなく、山東省におけるドイツの租界を日本に移譲したが、これはまもなく山東問題として知られるようになった。この条項に対する中国人の怒りはデモにつながり、五四運動として知られる文化運動が中国に影響を与え、条約に署名しないよう促した。中国は1919年9月にドイツとの戦争の終結を宣言し、1921年にドイツと別の条約を締結した。これは、ドイツがその後の東アジアにおける戦略的パートナーとして日本ではなく中国に頼ることに大きく貢献した。

## 中国に対する作戦
1914年、日本とイギリスの軍隊は、中国におけるドイツの領有権を一掃した。日本は青島でドイツの軍事植民地を占領し、山東省の一部を占領した。中国は財政的に混乱し、政治的には非常に不安定で、軍事的には非常に弱体だった。中国は、戦後の平和会議に出席する資格を得るための技術的な手続きとして、1917年8月にドイツに宣戦布告した。中国は、日本の拡大の脅威を阻止するのに役立つ国を見つけることを望んでいた。中国は西部戦線に戦闘部隊を派遣する計画を立てていたが、結局実行しなかった。イギリスの外交官は、アメリカと日本が中国経済におけるイギリスの指導的役割を奪うのではないかと恐れていた。彼らは、日本とアメリカを対立させながら、同時にドイツに対しては3国間の協力を維持しようとした。
1915年1月、日本は中国政府に対して秘密裏に対華21カ条要求の最後通牒を発した。それらには、旧ドイツ権益の日本による管理、南満州の99年間の租借、製鉄所の利権、鉄道に関する譲歩などが含まれていた。中国は1919年のパリ講和会議に議席を持っていた。しかし、旧ドイツ権益の返還は拒否され、中国は21か条の要求を受け入れざるを得なかった。この屈辱に対する主な反応は、五四運動で表現された中国ナショナリズムの高まりであった。

## 結果
日本は連合国側として第一次世界大戦に参加し、前例のない経済成長を促し、ドイツから奪った南太平洋の新たな植民地の南洋諸島を獲得した。戦後、日本はヴェルサイユ条約に署名し、国際連盟の加盟や国際軍縮会議への参加を通じて良好な国際関係を享受した。しかし、日本軍は西欧諸国の優越感に憤慨していた。日本軍は、民間の意思決定者とは関係なく、満洲、中国、ロシアに対処する独自の計画を持つ、ますます独立した政治勢力になりつつあった。

### 歴史学
- Cornelissen, Christoph, and Arndt Weinrich, eds. Writing the Great War – The Historiography of World War I from 1918 to the Present (2020) free download; full coverage for major countries.
- Morley,  James W. ed. Japan's Foreign Policy, 1868–1941: A Research Guide (1974) 618pp

### 主な情報源
- Albertini, Luigi. Origins of the War of 1914 (3 volumes, 1953). Vol. I Vol. II Vol. III